# Féreghangyaformák

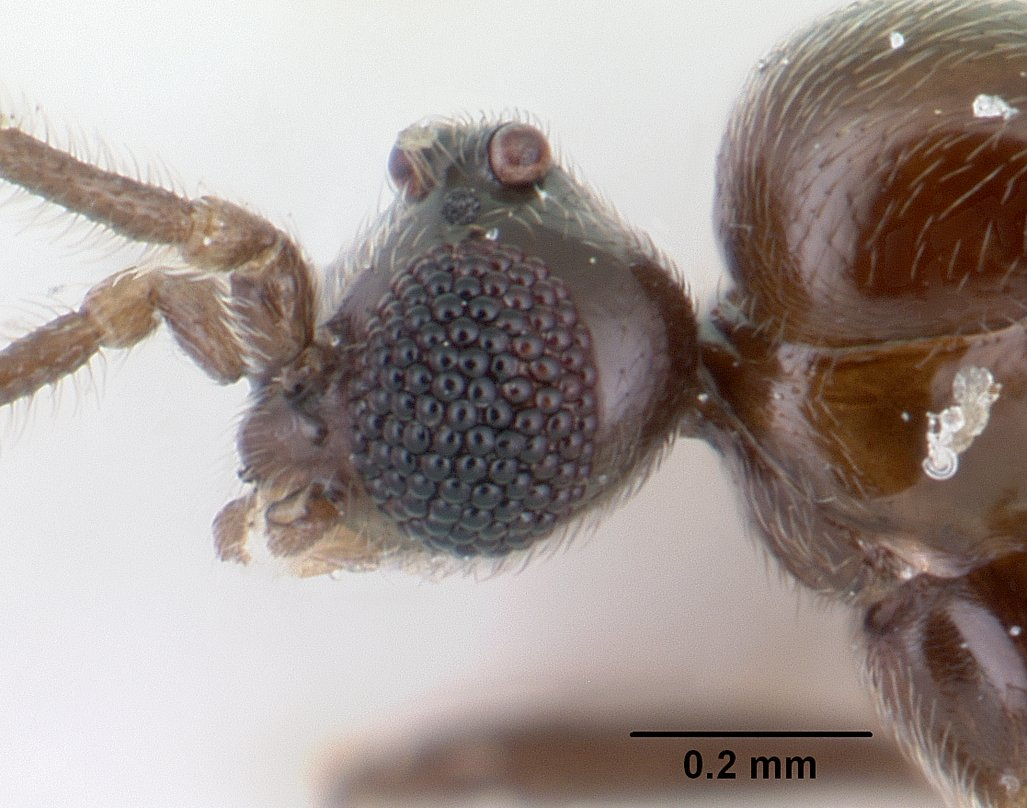
Yavnella argamani feje oldalnézetben

A féreghangyaformák (Leptanillinae) a hártyásszárnyúak (Hymenoptera) fullánkosdarázs-alkatúak (Apocrita) alrendjébe sorolt hangyák (Formicidae) családjának egyik kisebb alcsaládja.

## Származásuk, elterjedésük
Magyarországon egy fajuk sem él.

## Rendszertani felosztásuk
Az alcsaládot két nemzetségre bontják összesen öt nemmel:
- féreghangya-rokonúak nemzetség (Leptanillini) három nemmel:
  - féreghangya (Leptanilla)
  - Phaulomyrma
  - Yavnella
- Anomalomyrmini nemzetség két nemmel:
  - Anomalomyrma
  - Protanilla